# Hoplopleura erismata
Hoplopleura erismata är en insektsart som beskrevs av Ferris 1921. Hoplopleura erismata ingår i släktet Hoplopleura och familjen gnagarlöss. Inga underarter finns listade i Catalogue of Life.